# Villa Meyer
Villa Meyer ist der verkürzte Begriff für zwei in unmittelbarer Nähe befindliche, mit einem Abstand von 12 Jahren errichtete repräsentative Wohnhäuser für den Verlagsbuchhändler Herrmann Julius Meyer (1826–1909), Sohn des Begründers des Bibliographischen Instituts, in der Leipziger Käthe-Kollwitz-Straße:
- Villa Hermann Julius Meyer I – Plagwitzer Straße 44 (heute Käthe-Kollwitz-Straße 82), errichtet 1873 nach Plänen von Gustav Müller (1827–1904)
- Villa Hermann Julius Meyer II – Plagwitzer Straße 45 (heute Käthe-Kollwitz-Straße 115), errichtet 1885/86 nach Plänen von Max Pommer (1847–1915)

Die spätere Villa befindet sich im Bachviertel in Leipzig. Die frühere Villa steht nicht weit davon, gehört aber nicht mehr zum Bachviertel. Beide stehen unter Denkmalschutz.

## Villa Hermann Julius Meyer I (Käthe-Kollwitz-Straße 82)

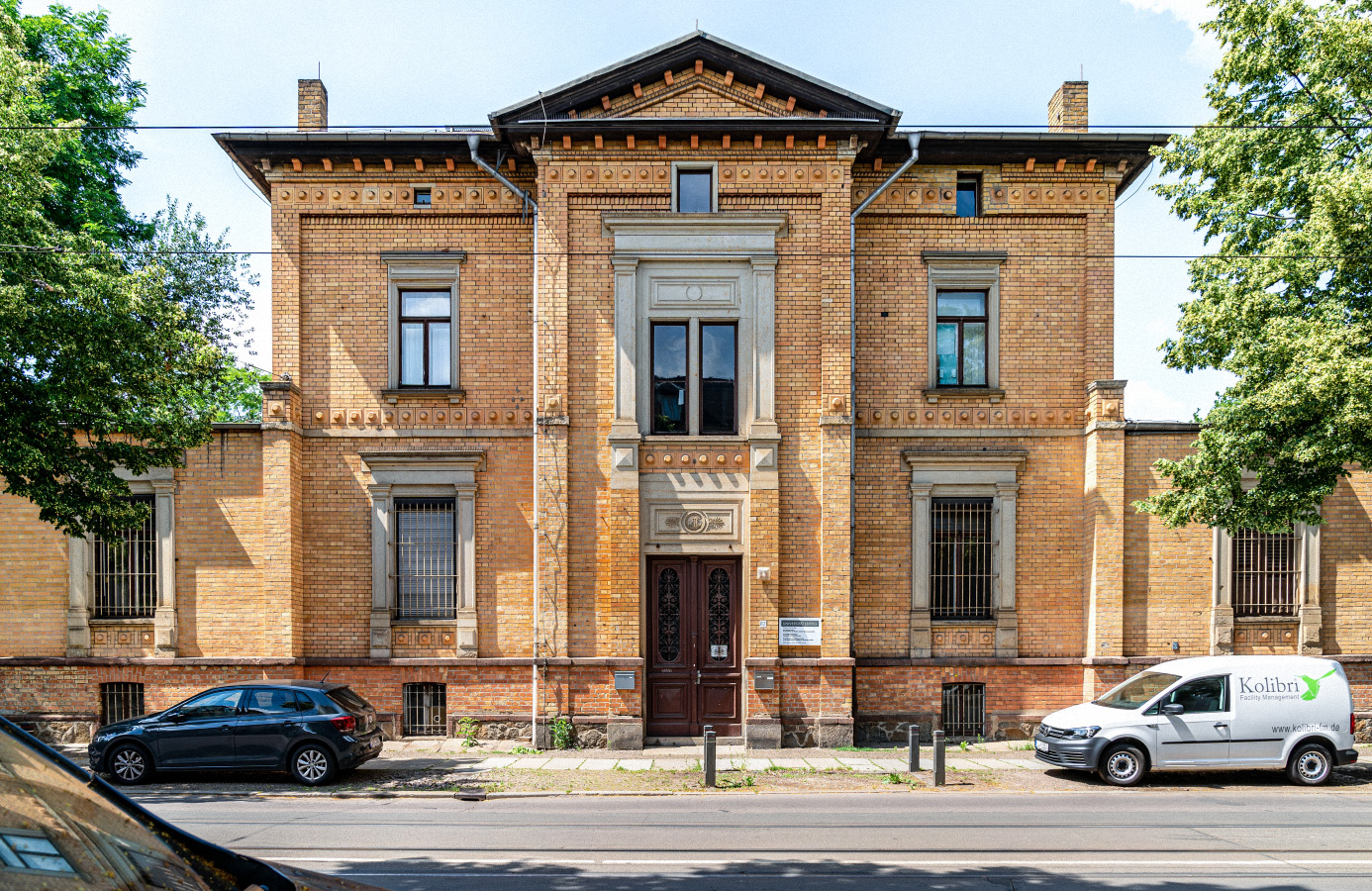
Villa Hermann Julius Meyer I (2020)

Seine erste Villa ließ sich H. J. Meyer im Jahre 1873 auf der stadtauswärts rechten Seite der in den neuen „Industriestadtteil“ Plagwitz führenden Plagwitzer Straße 44 (heute Käthe-Kollwitz-Straße 82) errichten. Das Grundstück befindet sich als vorletzter Bau vor der Brücke über das Elsterflutbecken und hat im Nordwesten direkten Zugang zum Elstermühlgraben. Das Gebäude beherbergte bis 2021 das Karl-Sudhoff-Institut.
Der verantwortliche Architekt für die Errichtung der ersten Villa Meyer war der Architekt und sächsische Baurat Gustav Müller, in dessen Büro zu dieser Zeit auch der für die Leipziger Architekturgeschichte wichtige Max Pommer tätig war. Pommer bekam von Müller die Bauleitung für erste Villa Meyer übertragen. Dadurch lernten sich Meyer und Pommer kennen und legten den Beginn einer langen Freundschaft und fruchtbaren Zusammenarbeit. So errichtete Pommer nicht nur auch die zweite Villa Meyer, direkt gegenüber der ersten ebenfalls in der Plagwitzer Straße 55 (heute Käthe-Kollwitz-Straße Ecke Ferdinand-Lassalle-Straße), sondern auch zahlreiche weitere Bauten der Verlegerfamilie sowie insbesondere die Meyerschen Häuser, Hermann Julius Meyers Herzensangelegenheit im sozialen Wohnungsbau. Auch für Erweiterungsbauten des Meyerschen Verlages, des Bibliographischen Institutes, beauftragte Meyer den Architekten Max Pommer.

## Villa Hermann Julius Meyer II (Käthe-Kollwitz-Straße 115), auch genannt Rote Villa

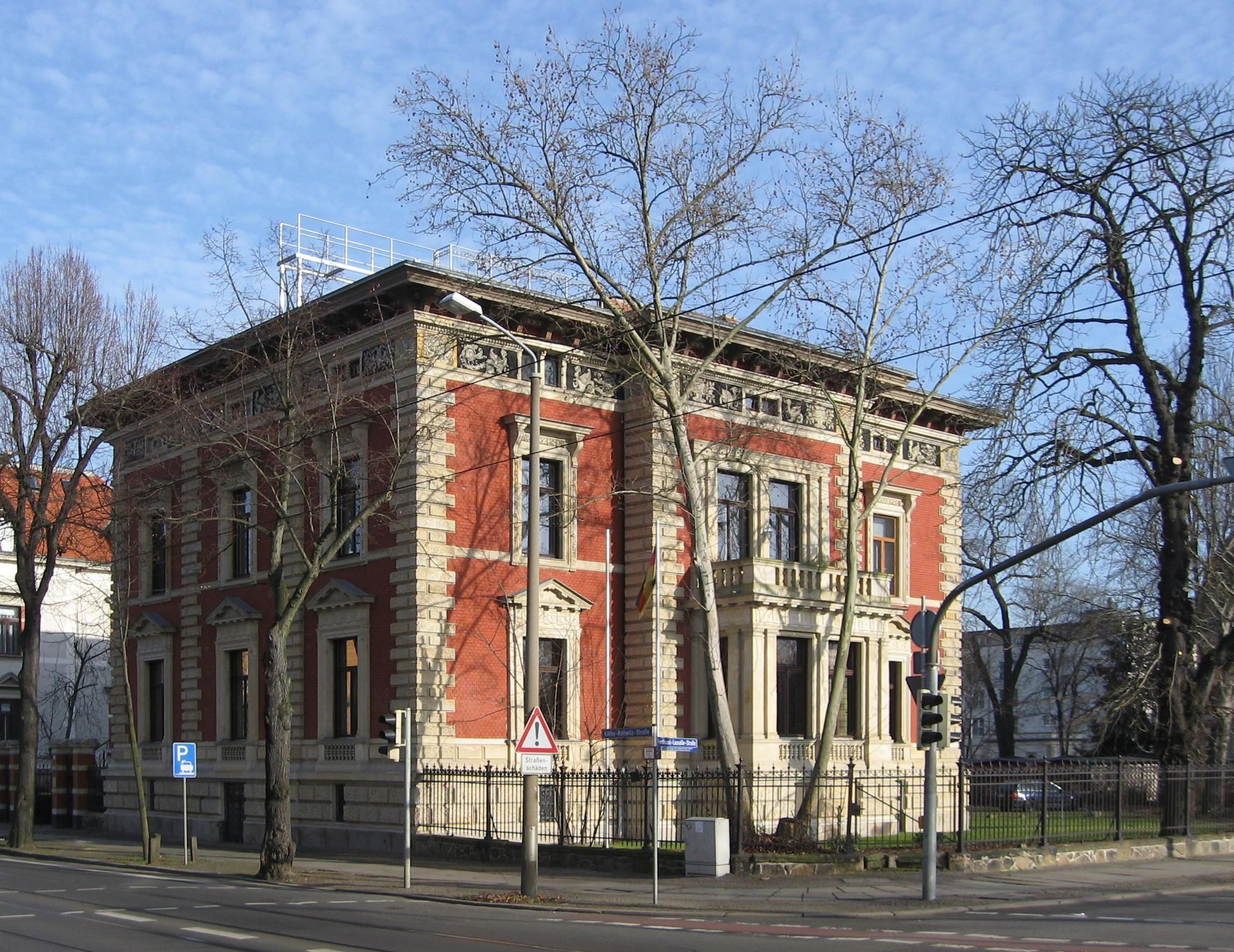
Villa Herrmann Julius Meyer (erbaut 1885/86 von Max Pommer)

Die zweigeschossige Villa ließ sich der Verlagsbuchhändler Herrmann Julius Meyer  1885/86 im Stile eines italienischen Palazzo der Hochrenaissance in der damaligen Plagwitzer Straße 55 Ecke Bismarckstraße (heute Käthe-Kollwitz-Straße 115 Ecke Ferdinand-Lassalle-Straße) direkt am Elsterflutbett errichten – und damit ziemlich genau gegenüber der ersten Villa Meyer in der Plagwitzer Straße 44 (heute Käthe-Kollwitz-Straße 82), die 1873 nach Plänen des Leipziger Architekten Gustav Müller gebaut worden war. Der Bau war das Werk von Max Pommer und die erste einer größeren Zahl von Stadtvillen, die der Architekt in der Folgezeit für wohlhabende Leipziger Bürger baute.
Meyer bezog das Wohnhaus im Oktober 1886, er verkaufte es jedoch bereits 1893 an Christian Alexander Frege (1851–1931). Offenbar wurde das Haus beim Kapp-Putsch 1920 beschädigt, worauf ein Bauantrag vom März 1920 zur Wiederherstellung nach Brand schließen lässt.

Südwest-Ansicht aus der Erbauungszeit

Erdgeschoss-Grundriss (1892)

Die rote Klinkerfassade weist eine gelbe Sandsteingliederung mit schwerem Rustika-Werk, Gesimsen, Fensterrahmungen, Portalen und Säulen auf. Die Fenster des Erdgeschosses besitzen eine Ädikularahmung. Durch einen antikisierenden Portikus gelangt man in einen im Stil der Neorenaissance holzgetäfelten Windfang und weiter in eine zweigeschossige zentrale Halle im Innern, um die sich die übrigen Räume reihen. Im Eingangsbereich dominieren zwei ionische Säulen auf Postamenten, die den mit Stuck verzierten Architrav des Obergeschosses tragen. Ins Obergeschoss führt eine zweiarmige Treppe mit schmiedeeiserner neobarocker Brüstung. Ein Anbau mit einer Loggia im Erdgeschoss und einem Balkon im Obergeschoss reicht in den Garten hinein. Das Treppenhaus ist sowohl von seiner Architektur als auch von seiner farblichen Gestaltung ein Beispiel für die großbürgerliche Wohnkultur in Leipzig vor 1900. Als der Kulturbund der DDR im Haus seinen Sitz hatte, wurden die ursprünglichen Malereien mehrfach mit Latexfarben überstrichen, wodurch insbesondere die Steinimitationsmalereien in Bierlasurtechnik in ihrer ursprünglichen Fassung und Farbigkeit gut erhalten geblieben sind.
Bei der 2004 beendeten Generalsanierung der Villa wurden viele Details der originalen Bausubstanz wiederhergestellt. Sowohl die Restaurierung als auch die Restaurierungsplanung, Ausschreibung und Bauüberwachung wurden von den Restauratoren Roland Mrugalla (Leipzig) und Rüdiger B. Richter (Berlin/Abu Dhabi) durchgeführt.
Sie konnten wertvolle figürliche und ornamentale Malereien aus der Zeit der Erbauung freilegen, die mit Unterstützung der Stadt Leipzig und des damaligen Regierungspräsidiums Leipzig originalgetreu restauriert wurden. Die Wandfassungen sind schon allein aufgrund ihrer relativ guten Erhaltung, aber noch mehr wegen der in sich geschlossenen Gesamterscheinung bemerkenswert. Die Gestaltung des Treppenhauses ist repräsentativ für das bürgerliche Wohnen in Leipzig zum Ende des 19. Jahrhunderts. Besonders bemerkenswert ist der entlang des Mezzaningeschosses ringsum verlaufende Fries in Sgraffitotechnik. Als eines der wenigen Beispiele seiner Art wurde er bei den Restaurierungsarbeiten in der Originaltechnik vervollständigt. Für die vorbildliche Instandsetzung des Hauses verlieh die Kulturstiftung Leipzig 2004 den Hieronymus-Lotter-Preis für Denkmalpflege.